# Gurdwara Gurú Nanak Darbar de Dubái
Gurdwara Gurú Nanak Darbar de Dubái, un edificio religiso del sijismo en los Emiratos Árabes Unidos, tiene alrededor de 50.000 seguidores, la mayoría de ellos son ciudadanos sikhs, que residen en los emiratos, la mayor parte de ellos se encuentran en el Emirato islámico de Dubái, y son personas procedentes de la región del Punjab, en el país de la India. Hay también un pequeño número de sikhs pakistaníes.
En Dubái, hay una gurdwara sij, que sirve a unos 10.000 fieles. En junio de 2010, los fundamentos del edificio, fueron colocados, para hacer posible la construcción del templo Guru Nanak Darbar de Dubai. La construcción ha tenido un coste de 20 millones de dólares americanos, la gurdwara se encuentra en la localidad de Jebel Ali, una ciudad que está situada en el emirato islámico de Dubái, y que será el primer templo sij oficial en toda el área del golfo Pérsico. La misión del templo, es satisfacer las necesidades espirituales de la comunidad sij local. Una área de 25.400 pies cuadrados (2.360 metros cuadrados) de terreno, fue donada amablemente, por el Jeque Mohammed bin Rashid Al Maktoum, para hacer posible la construcción del edificio.
Un empresario, y un miembro de la comunidad sij local que propuso la construcción de la gurdwara, comentó que: 
"Mi sueño es hacer del templo Guru Nanak Darbar, el segundo mejor templo sij del Mundo, después del Harmandir Sahib, el Templo Dorado de la ciudad santa de Amritsar."
El templo Gurú Nanak Darbar, está basado en el Templo Dorado de Amritsar, y en la gurdwara de Southall, en Londres, Inglaterra. El interior del templo Gurú Nanak Darbar de Dubái, ha sido diseñado por el diseñador de interiores Paul Bishop. Además de un gran salón de oración alfombrado, hay 3 salas más pequeñas para funciones privadas, una sala de meditación, una biblioteca, y un espacioso langar o comedor comunitario. La moderna cocina, puede servir comida, a los más de 10.000 fieles que acuden a rezar a la gurdwara cada viernes.
Para desarrollar los valores religiosos, entre la siguiente generación de jóvenes, durante los sábados, se llevan a cabo en el templo sesiones especiales de tres horas, donde se enseña a los niños el idioma panyabí oriental, y como deben comportarse en los lugares de adoración.